# Finsk kvinnoförening
Finsk kvinnoförening (finska: Suomen naisyhdistys) är Finlands äldsta kvinnoorganisation, ansluten till Kvinnoorganisationernas centralförbund. 
Finsk kvinnoförening grundades 1884 i Helsingfors och var ursprungligen en tvåspråkig förening som stod Finska partiet nära. Föreningen verkade bland annat för att kvinnorna skulle få samma rätt till utbildning och arbete som männen. 
Föreningens första ordförande var Elisabeth Löfgren (1884–1889), med vice ordförande Hanna Heikel (1884–1887) och sekreterare Alma Hjelt (1884–1889).
Den första lokalavdelningen bildades 1886 i Kuopio, i vilken författaren Minna Canth var sekreterare. År 1892 bildades kvinnosaksförbundet Unionen genom utbrytning ur Finsk kvinnoförening, som tidigt blev i praktiken helt finskspråkig och har sedan 1946 endast använt sitt finska namn. Bland föreningens medlemmar märks Alexandra Gripenberg (ordförande 1889–1904 och 1909–1913) och Tyyni Tuulio (ordförande 1960–1970). År 2005 hade föreningen fem lokalavdelningar med totalt omkring 300 medlemmar.

## Ordförande
- Elisabeth Löfgren 1884–1889
- Alexandra Gripenberg 1889–1904
- Elin Sjöström 1904–1909
- Alexandra Gripenberg 1909–1913
- Ilmi Hallstén 1913–1937
- Armi Hallstén-Kallia 1937–1955
- Kerttu Sihvonen 1955–1960
- Tyyni Tuulio 1960-1970